# Bibio hennigi
Bibio hennigi är en tvåvingeart som beskrevs av Hardy 1952. Bibio hennigi ingår i släktet Bibio och familjen hårmyggor. Inga underarter finns listade i Catalogue of Life.